# Mleczan magnezu
Mleczan magnezu – organiczny związek chemiczny z grupy mleczanów, sól magnezowa kwasu mlekowego. Jest dodawany do żywności jako regulator kwasowości (E329).

Przeczytaj ostrzeżenie dotyczące informacji medycznych i pokrewnych zamieszczonych w Wikipedii.